# カヤジャム

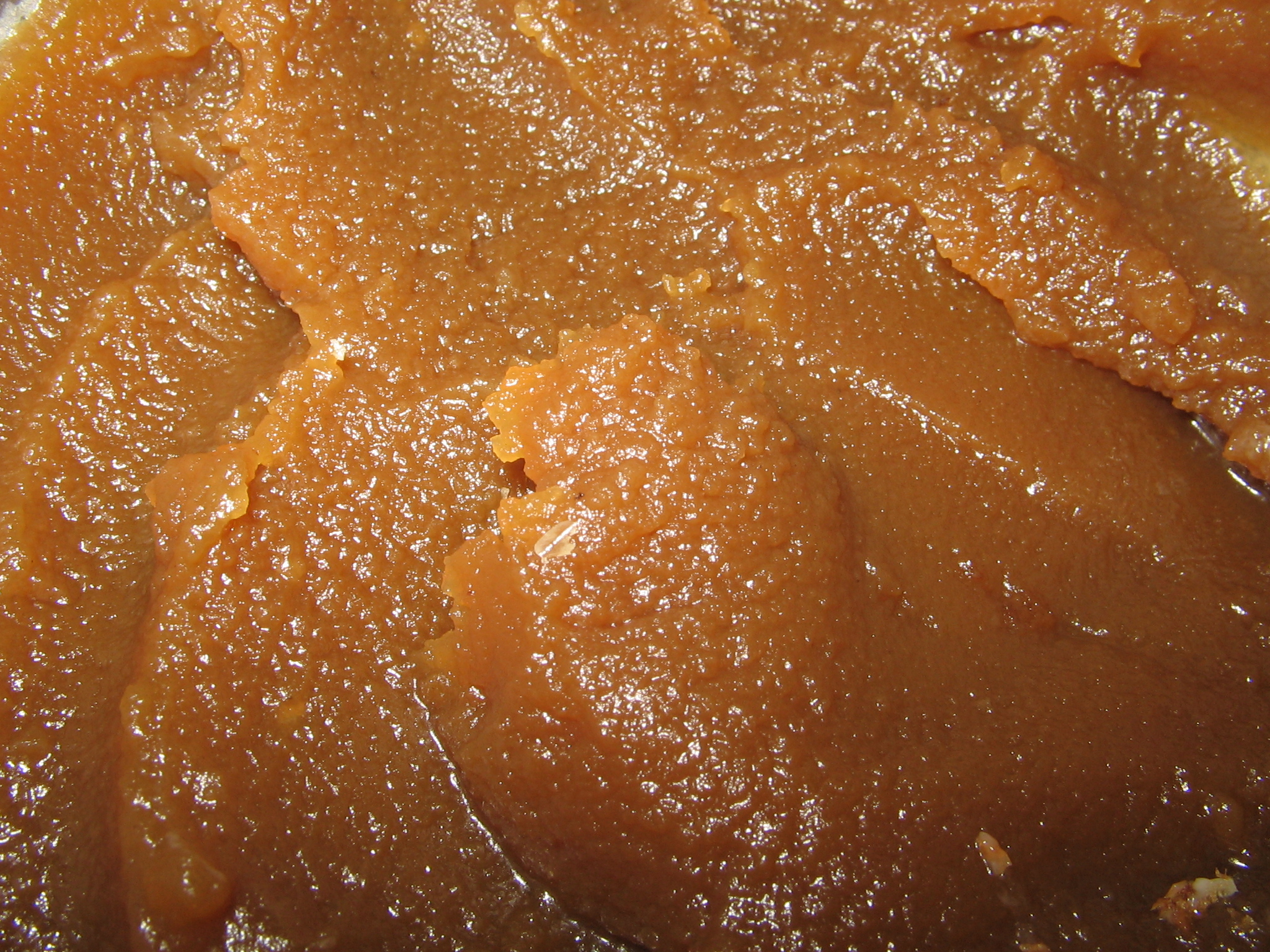
カヤジャム

カヤジャム（マレー語:Seri Kaya インドネシア語:Seri/Selai Kaya）とは、旧イギリス領マラヤ地域（現マレーシア、シンガポール）発祥のペースト状の食品スプレッドである。現地で豊富なココナッツを使用してヨーロッパのフルーツジャムの代用品として考案された。単にカヤとも呼ばれることもあるが、マレー語やインドネシア語で「Kaya」は「豊かな、金持ちの」といった意味がある。

## 一般的なカヤ（カヤジャム）

### 材料と色について
旧マラヤ地域のカヤジャムは、ココナッツミルクと、アヒルの卵またはニワトリの卵のいずれか、より甘くするために砂糖（ヤシ糖）、香り付け、色付けのためにニオイタコノキの葉（パンダン・リーフ）が使われる。なお、一般的なカヤジャムの茶色っぽい色は卵の黄身の色によるものではない。ニオイタコノキの葉（緑色）の添加量とカヤジャムの中に含まれる糖分のキャラメル化（煮詰め具合）の程度によって色が決まっている。
- Hainanese Kaya（ハイナニーズ・カヤ） - ブラウンシュガーやカラメル状の砂糖を混ぜて作られたカラメル色
- Nyonya Kaya（ニョニャ・カヤ） - パンダンリーフを混ぜて作られた薄い緑色

### 利用法
カヤジャムは、ココナッツの産地でもある東南アジア地域、特にマレーシアやシンガポールでよく食されている。
パンにカヤジャムを塗ったカヤトーストは、これらの地域で朝食の定番となっており、朝食を販売する店でも売られている。しかしながら、別に朝食として食べるものだと決まっているわけではなく、1日中好きな時に食べられている。
カヤトーストは現在ではシンガポールの名物ということになっているが、トースト後にカヤジャムを塗るのではなく、トースト前に塗ってから焼くのがそのスタイルである。
また、パンではなく、他の食品に塗って食べる場合もある。つまりカヤジャムには、カヤトーストに使う以外の利用法も存在する。

## その他のカヤ
上記のカヤジャムに含まれている糖類を、よりキャラメル化させることによって、より濃い色のカヤが作られる場合もある。さらに、カヤには上記の茶色っぽい色をしたもの以外にも、淡緑色をしたタイプのものも存在する。また、蜂蜜を加えて作るカヤも存在する。

## 主な参考文献
- Kaya : A rich spread
- シンガポールの定番朝ごはん！カヤトーストの人気店7選！！